# Apis koschevnikovi
La abeja de Koschevnikov (Apis koschevnikovi) es una especie de himenóptero apócrito de la familia Apidae. Es una especie de abeja melífera descrita por Buttel-Reepen (Koeniger et ál., 1988; Maa, 1953; Tingek et ál., 1988), dedicada a Koschevnikov, quien a principios del siglo XX realizó uno de los primeros trabajos de morfometría de abejas. Fue redescrita posteriormente por Maa en 1953 como Apis vechti y redescubierta por Tinger et ál. en 1988. El área de distribución de esta especie es Malasia e Indonesia. En la isla de Borneo es simpátrica con Apis cerana y Apis nuluensis. 
Apis koschevnikovi presenta, según Guzmán et ál. (1996), un ectoparásito específico: Varroa rindereri que es muy parecida a Varroa jacobsoni, es perfectamente diferenciable, y resulta de gran valor el hecho de que ha sido reportada exclusivamente en Apis koschevnikovi, en Borneo, y parece ser específica de esa abeja, ya que no se observaron infestaciones cruzadas en Apis cerana, en un mismo apiario.

### Dibujos y fotografías deApis koschevnikovi
- La reina y el zángano de Apis koschevnikovi Archivado el 9 de febrero de 2006 en Wayback Machine.
- Abejas, reina y zángano de Apis koschevnikovi Archivado el 5 de enero de 2006 en Wayback Machine.
- Fotografía de la reina y de las obreras de Apis koschevnikovi Archivado el 5 de enero de 2006 en Wayback Machine.

- Datos: Q728308
- Multimedia: Apis koschevnikovi / Q728308
- Especies: Apis koschevnikovi